# Йозеф Гьобелс
Паул Йозеф Гьобелс (на немски: Paul Joseph Goebbels) е германски политик, министър на пропагандата и просвещението на Нацистка Германия (1933 – 1945 г.) и за 2 дни до смъртта си райхсканцлер (1945 г.).
Той е един от близките сътрудници на Адолф Хитлер и най-отдадените последователи и е известен със своите умения в публичното говорене и с дълбокия си антисемитизъм, който е очевиден в публично изразените му възгледи. Той препоръчва постепенно по-строга дискриминация, включително унищожаването на евреите в Холокоста.
Гьобелс се присъединява към Нацистката партия през 1924 г. През 1926 г. е назначен за гаулайтер в Берлин, където започва да се интересува от използването на пропаганда за популяризиране на партията и нейната програма. След издигането на власт на нацистите през 1933 г., министерството на пропагандата на Гьобелс бързо печели и упражнява контрол над надзора над медиите, изкуствата и информацията в Германия. Той е особено умел да използва сравнително новите медии на радиото и филмите за пропагандни цели. Темите за партийната пропаганда включват антисемитизъм и (след началото на Втората световна война) опити за оформяне на морал.
През 1943 г. Гьобелс започва да оказва натиск върху Хитлер да въведе мерки, които биха довели до пълна война, включително затваряне на бизнеси, които не са от съществено значение за военните усилия, взимането на жени в работната сила и привличане на мъже в освободени преди това професии във Вермахта.
През 1944 г. отговаря за тоталната военна мобилизация. В своето политическо завещание Хитлер назначава Гьобелс за свой приемник на поста канцлер, но още на другия ден след самоубийството на фюрера (30 април 1945 г.) и след влизането на съветските войски в Берлин на 1 май 1945 г., Гьобелс и жена му Магда се самоубиват, след като отравят и своите шест малолетни деца.
На Нюрнбергските процеси е осъден задочно като главен военнопрестъпник.

## Ранен живот
Паул Йозеф Гьобелс е роден на 29 октомври 1897 г. в промишления град Райт, част от съвременния град Мьонхенгладбах близо до Дюселдорф. И двамата му родители са римокатолици със скромни семейни потекла. Баща му Фриц е чиновник във фабрика, а майка му Катарина (родена Оденхаузен) е етническа нидерландка. Гьобелс има двама братя и три сестри: Конрад (1893 – 1947), Ханс (1895 – 1949), Мария (1896 – 1896), Елизабет (1901 – 1915) и Мария (1910 – 1949). През 1932 г. Гьобелс публикува памфлет със семейното си дърво, за да опровергае слухове, че баба му е от еврейско потекло.
В детството си Гьобелс боледува често, като претъпява дълъг период на възпаление на белите дробове. Има деформиран десен крак поради вродено заболяване. Той е по-дебел и по-къс от левия му крак. Подлага се на неуспешна операция да го оправи малко преди да започне училище. Гьобелс носи метална скоба и специална обувка, заради скъсения си крак и ходи с накуцване. През Първата световна война е обявен за негоден за военна служба поради тази си деформация.
Гьобелс учи в християнска гимназия, където взема матура през 1917 г. Той е най-добрият ученик в класа си и му е отдадена традиционната чест да говори на церемонията за награждаване. Родителите му първоначално се надяват, че той ще стане католически свещеник и Гьобелс наистина взема това предвид. Изучава литература и история в университетите в Бон, Вюрцбург, Фрайбург и Мюнхен. По това време Гьобелс започва да се дистанцира от Църквата.
Във Фрайбург се среща и влюбва в Анка Сталхерм, която е три години по-голяма от него. Тя заминава за Вюрцбург, за да продължи с обучението си, а Гьобелс я последва. През 1921 г. пише полубиографичен роман, озаглавен „Михаел“ – труд от три части, от които само първа и трета част са оцелели. Антисемитското съдържание вероятно е добавено от Гьобелс малко преди книгата да бъде публикувана през 1929 г. от издателската къща на Нацистката партия. Към 1920 г. връзката му с Анка вече не съществува. Раздялата изпълва Гьобелс с мисли за самоубийство.
В Хайделбергския университет Гьобелс пише дипломната си работа относно Вилхелм фон Шюц – слабо известен романтичен писател от XIX век. Той се надява да напише труда си под надзора на Фридрих Гундолф, който по това време е известен литературен историк. На Гьобелс не му пречи факта, че Гундолф е евреин. Гундолф вече не преподава, така че насочва Гьобелс към професор Макс Фрайхер фон Валдберг, който също е евреин. След като предава дипломната си работа и я защитава, Гьобелс получава докторската си степен през 1921 г. Към 1940 г. той вече е написал 14 книги.
След това Гьобелс се връща у дома и работи като частен учител. Също така намира работа като журналист и пише за местния вестник. Писанията му по това време отразяват нарастващия му антисемитизъм и неодобрение към съвременната култура. През лятото на 1922 г. започва връзка с Елсе Янке, която е учителка. След като тя му признава, че е наполовина еврейка, Гьобелс отбелязва, че „очарованието е развалено“. Въпреки това той продължава да се вижда с нея с прекъсвания до 1927 г.
В продължение на няколко години той се опитва да стане известен автор. Дневникът, който започва през 1923 г. и продължава до края на живота си, му служи като място, където може да удовлетворява жаждата си за писане. Липсата на доходи от литературните му работи го принуждава да започне работа като банков чиновник в Кьолн – работа, която той мрази. През август 1923 г. напуска банката и се връща в родния си град. През този период чете и е повлиян от творбите на Освалд Шпенглер, Фьодор Достоевски и Хюстън Стюарт Чембърлейн, чиято книга „Основите на XIX век“ е една от стандартните творби на радикалната десница в Германия. Започва да изучава „обществения въпрос“ и да чете трудовете на Карл Маркс, Фридрих Енгелс, Роза Люксембург, Август Бебел и Густав Носке. Дневникът на Гьобелс от края на 1923 г. до началото на 1924 г. отразява писанията на човек, който е изолиран, зает с размисли върху религиозно-философски проблеми и без чувство за посока. Дневникът му след декември 1923 г. показва как Гьобелс се насочва към популисткото националистическо движение.

## Нацистка дейност
Гьобелс за първи път се интересува от Адолф Хитлер и нацизма през 1924 г. През февруари 1924 г. процесът срещу Хитлер започва след неуспешния опит за завземане на властта в Бирения пуч на 8 срещу 9 ноември 1923 г. Процесът привлича широко внимание и дава на Хитлер платформа за пропаганда. Хитлер е осъден на пет години затвор, но е освободен на 20 декември 1924 г., след като излежава малко повече от година. Гьобелс е привлечен от НСДАП, най-вече поради харизмата на Хитлер към вярванията му. Той се присъединява към НСДАП по това време, става член номер 8762. В края на 1924 г. Гьобелс предлага услугите си на Карл Кауфман, който е гаулайтер (районен лидер на НСДАП) за района Рин-Рур. Кауфман го свързва с Грегор Щрасер – водещ нацистки организатор в Северна Германия, който го наема да работи в седмичния им вестник и за секретарска работа за регионалните партийни офиси. Той също така е назначен на работа като говорител на партията и представител на Рейнланд-Вестфалия. Членовете на северния клон на Щрасер, включително Гьобелс, имат по-социалистически възгледи от конкурентната група на Хитлер в Мюнхен. Щрасер не е съгласен с Хитлер в много части на партийната платформа и през ноември 1926 г. започва работа по нейната ревизия.
Хитлер разглежда действията на Щрасер като заплаха за неговата власт и призовава 60 гаулайтери и партийни лидери, включително Гьобелс, на специална конференция в Бамберг, където той прави двучасово изказване, в което се отхвърля новата политическа програма на Щрасер. Хитлер се противопоставя на социалистическите настроения на северното крило, заявявайки, че това ще означава „политическа болшевизация на Германия“. Бъдещето ще бъде осигурено чрез придобиване на земя, а не чрез отчуждаване на имотите на бившата аристокрация, както и чрез колонизиране на териториите на изток. Гьобелс е ужасен от характеристиката на Хитлер за социализма като „еврейско творение“ и от твърдението му, че нацисткото правителство няма да отчуждава частната собственост. Той пише в дневника си: „Вече не вярвам напълно на Хитлер. Той е ужасно нещо: вътрешната ми подкрепа е отнета.“
След като прочита книгата на Хитлер – „Mein Kampf“, Гьобелс се съгласява с твърдението на Хитлер за „еврейска доктрина на марксизма“. През февруари 1926 г. Гьобелс изнася реч, озаглавена „Ленин или Хитлер“?, в която той твърди, че комунизмът или марксизмът не могат да спасят германския народ, но той вярва, че това ще доведе до възникването в Русия на „социалистическа националистическа държава“. През 1926 г. Гьобелс публикува брошура, озаглавена „Nazi-Sozi“, която се опитва да обясни как националсоциализмът се различава от марксизма.
С надеждата да спечели опозицията, Хитлер организира срещи в Мюнхен с тримата лидери на Рур, включително Гьобелс. Гьобелс е впечатлен, когато Хитлер изпраща собствена кола, за да ги посрещне на гарата. Тази вечер Хитлер и Гьобелс изнасят речи в бирария. На следващия ден Хитлер подава ръка за помирение с тримата мъже, насърчавайки ги да сложат различията си зад тях. Гьобелс напълно предлага на Хитлер пълната си лоялност. Той пише в дневника си: „Обичам го... Той е мислил през всичко.“ „Такъв бляскав ум може да бъде мой водач, а аз се покланям на по-големия политически гений.“ По-късно той пише: „Адолф Хитлер, обичам те, защото и двамата сме едновременно велики и прости.“ В резултат на срещите в Бамберг и Мюнхен, новият проект на партийната програма на Щрасер е изхвърлен. Оригиналната националсоциалистическа програма от 1920 г. е запазена непроменена и позицията на Хитлер като лидер на партията е значително подсигурена.

## Пропагандист в Берлин
По покана на Хитлер, Гьобелс говори на партийни срещи в Мюнхен и на годишния партиен конгрес, проведен във Ваймар през 1926 г. За събитието през следващата година, Гьобелс участва в планирането за първи път. Той и Хитлер подготвят конгреса да бъде заснет. Получаването на похвала за това, че се справя добре с тези събития, кара Гьобелс да оформи политическите си идеи, за да съответства на Хитлер, и да го възхищава и идолизира още повече.
На Гьобелс първи е предложена позицията на гаулайтер за Берлин през август 1926 г. Той пътува до Берлин в средата на септември и до средата на октомври приема позицията. По този начин планът на Хитлер за разделяне и разтурване на северозападната група гаулайтери, където е Гьобелс под влияние на Щрасер, е успешен. Хитлер дава на Гьобелс голяма власт над района, позволявайки му да определи курса за организация и лидерство на Гау. Гьобелс получава контрол над местните Щурмабтайлунг (СА) и Шуцщафел (СС) и отговаря само пред Хитлер. Партийното членство наброява около 1000, когато пристига Гьобелс, и той го съкращава до сърцевината на 600 от най-активните и обещаващи членове. За да събере пари, той налага членски хонорари и започва да събира такси за вход на партийни срещи. Съзнавайки стойността на публичността (както положителна, така и отрицателна), той умишлено провокира бирените боеве и уличните караници, включително насилствените атаки срещу Комунистическата партия на Германия. Гьобелс адаптира последните събития в областта на търговската реклама в политическата сфера, включително използването на привлекателни лозунги и подсъзнателни знаци. Неговите нови идеи за дизайн на плакати включват използването на големи, червени мастила и криптирани заглавия, които насърчават читателя да преглежда финия шрифт, за да определи значението.
Подобно на Хитлер, Гьобелс практикува своите публични умения пред огледало. Срещите са предшествани от церемониални походки и пеене, а заведенията са украсени с партийни знамена. Гьобелс обикновено планира изказванията си предварително, използвайки планирани и хореографирани жестове, но също така умее да импровизира и адаптира своята презентация, за да направи добра връзка с публиката си. Той използва високоговорители, огнени декорации, униформи и маршове, за да привлече внимание към речите.
Тактиката на Гьобелс за използване на провокация, за да привлече вниманието към НСДАП, заедно с насилието на срещите и демонстрациите на обществените партии, кара Берлинската полиция да забрани на НСДАП партийните събрания в града на 5 май 1927 г. Наблюдават се множество инциденти, включително млади нацисти, нападащи на случаен принцип евреите по улиците. Гьобелс е подложен на обществена забрана до края на октомври. През този период основава вестник „Der Angriff“ („Атака“) като пропагандно средство за Берлинската област, където малцина подкрепят партията. Това е вестник в модерен стил с агресивен тон, а в един момент срещу Гьобелс има 126 обвинения в клевета. За негово разочарование, циркулацията първоначално е само 2000. Материалите във вестника са силно антикомунистически и антисемитски. Сред любимите му цели е еврейският заместник-началник на Берлинската полиция Бернхард Вайс. Гьобелс му дава псевдонима „Исидор“. Гьобелс продължава да се опитва да се впусне в литературния свят с ревизирана версия на книгата му „Michael“, която най-накрая се публикува, както и неуспешното продуциране на две от пиесите му (Der Wanderer и Die Saat). Втората е неговият последен опит за писане. През този период в Берлин има връзки с много жени, включително Анка Щалхерм, която вече е семейна и има малко дете. Бързо се влюбва, но лесно се уморява от връзката и я зарязва. Той се тревожи и за това как една лична връзка може да попречи на кариерата му.
Забраната на НСДАП е отменена преди изборите за Райхстага на 20 май 1928 г. НСДАП губи близо 100 000 гласоподаватели и печели само 2,6% от гласовете в национален мащаб. Резултатите в Берлин са още по-лоши, когато достигат едва 1,4% от гласовете. Гьобелс е един от 12-те членове на НСДАП, които са избрани за Райхстага. Това му дава имунитет срещу наказателно преследване за дълъг списък от обвинения, включително триседмична присъда за лишаване от свобода, която получава през април за обида на заместник-началника на полицията Вайс. През февруари 1931 г. Райхстага променя правилника за имунитета и Гьобелс е принуден да плати глоби за клеветнически материали, които пише в Der Angriff през изминалата година.
В своя вестник Berliner Arbeiterzeitung (вестник „Берлински работници“) Грегор Щрасер е силно критичен към неуспеха на Гьобелс да привлече градското население. Въпреки това, партията като цяло постига много по-добри резултати в селските райони, привличайки до 18% от гласовете в някои от тях. Това се дължи отчасти на това, че Хитлер публично заявява точно преди изборите, че точка 17 от партийната програма, която упълномощава отчуждаването на земя без обезщетение, ще се прилага само за еврейските спекуланти, а не за частните земеделци. След изборите партията пренасочва усилията си да се опита да привлече все повече гласове в селскостопанския сектор. През май, малко след изборите, Хитлер решава да назначи Гьобелс за партиен пропаганден шеф. Но той се поколебава, тъй като се притеснява, че отстраняването на Грегор Щрасер от поста ще доведе до разделяне на партията. Гьобелс се смята за подходящ за тази позиция и започва да формулира идеи за това как пропагандата може да се използва в училищата и медиите.
До 1930 г. Берлин е втората най-силна „крепост“ на партията след Мюнхен. През същата година насилието между нацистите и комунистите довежда до нахлуването на двама членове на Комунистическата партия на Германия в дома на местния лидер на СА, Хорст Весел, който е застрелян. По-късно умира в болница. Използвайки смъртта на Весел, Гьобелс го превръща в мъченик за нацисткото движение. Той официално обявява Песен на Хорст Весел като химн на НСДАП.
Голямата депресия оказва силно влияние върху Германия и до 1930 г. се наблюдава драматично увеличение на безработицата. През това време братята Щрасер започват да публикуват нов ежедневник в Берлин – Nationaler Sozialist. Подобно на другите им публикации, той предава собствената марка на нацизма на братята, включително национализма, антикапитализма, социалната реформа и противозависимостта. Гьобелс се оплаква вежливо за съперничещите си вестници на Щрасер на Хитлер и признава, че успехът им е причинил собствените му Берлински вестници да бъдат „притиснати до стената“. В края на април 1930 г. Хитлер публично и категорично обявява противопоставянето си на Грегор Щрасер и назначава Гьобелс да го замени като лидер на Райха на пропагандата на НСДАП. Едно от първите действия на Гьобелс е да забрани вечерното издание на Nationaler Sozialist. На Гьобелс е даден и контрол над други нацистки вестници в цялата страна, включително националния вестник на партията – Völkischer Beobachter. Той все още трябва да изчака до 3 юли, когато Ото Щрасер и неговите поддръжници обявяват, че напускат НСДАП. След като получава новината, Гьобелс е облекчен от „кризата“, когато Щрасер най-сетне се махат и се радва, че Ото Щрасер е загубил всичката си власт.
Бързото влошаване на икономиката води до оставката на коалиционното правителство, избрано през 1928 г. на 27 март 1930 г. е създаден нов кабинет и Паул фон Хинденбург използва своята власт като президент да управлява чрез извънредни постановления. Той назначава Хайнрих Брюнинг за канцлер. Гьобелс поема националната кампания на НСДАП за изборите в Райхстага за 14 септември 1930 г. Кампанията е предприета в огромен мащаб, като хиляди срещи и речи са проведени из цялата страна. Изказванията на Хитлер се съсредоточават върху обвиняването на икономическите страдания на страната във Ваймарската република, особено на придържането към условията на Версайския договор, което изисква военни репарации, доказали се за опустошителни за германската икономика. Той предлага ново германско общество, основаващо се на раса и национално единство. Полученият успех изненадва Хитлер и Гьобелс: партията получава 6.5 милиона гласа в национален мащаб и взима 107 места в Райхстага, което я прави втора по големина партия в страната.
В края на 1930 г., Гьобелс се запознава с Магда Куандт, разведена, която се присъединява към партията няколко месеца по-рано. Работила е като доброволец в партийните офиси в Берлин, където помага на Гьобелс да организира личните си документи. Нейният апартамент скоро става любимо място за срещи на Хитлер и други служители на НСДАП. Гьобелс и Куандт се женят на 19 декември 1931 г.
За изборите, проведени два пъти през 1932 г., Гьобелс организира масови кампании, включващи митинги, паради, речи и Хитлер, пътуващ из страната със самолет с мотото „Фюрерът над Германия“. Гьобелс пише в дневника си, че нацистите трябва да спечелят властта и да унищожат марксизма. По време на тези предизборни кампании, той се занимава с редица речи и има някои от изказванията си, публикувани на грамофонни записи и брошури. Гьобелс участва и в създаването на малка колекция от неми филми, които могат да бъдат показани на партийни срещи, макар че те все още нямат достатъчно оборудване, за да използват широко тази среда. Много от плакатите на Гьобелс използват изображения с насилие като гигантски юмрук, които смачква политически опоненти или други възприемани врагове. Неговата пропаганда характеризира опозицията като „ноемврийски престъпници“ или комунистическа заплаха. Подкрепата за партията продължава да расте, но нито едни от тези избори не води до мажоритарно правителство. В опит да стабилизира страната и да подобри икономическите условия, Хинденбург назначава Адолф Хитлер за канцлер на Германия на 30 януари 1933 г.

## Министър на пропагандата
За да отпразнува назначаването на Хитлер, Гьобелс организира парад с факли в Берлин в нощта на 30 януари, приблизително с 60 000 мъже, много от тях с униформите на СА и СС. Огромният спектакъл е обхванат от радиопредавания на живо, с коментар на дългогодишен член на партията и бъдещ министър на въздухоплаването Херман Гьоринг. Гьобелс е разочарован, че няма да получи пост в новия кабинет на Хитлер. Бернхард Руст е назначен за министър на културата, което Гьобелс очаква да получи. Подобно на останалите служители на НСДАП, Гьобелс трябва да се справи с лидерския стил на Хитлер да дава противоречиви заповеди на подчинените си, като ги поставя в позиции, в които техните задължения и отговорности се припокриват. По този начин Хитлер насърчава недоверие, конкуренция и борба между подчинените си, за да консолидира и увеличи собствената си власт. НСДАП се възползва от пожара на Райхстага от 27 февруари 1933 г., с което Хинденбург пуска Указ за защита на народа и държавата на следващия ден по настояване на Хитлер. Това е първото от няколкото законодателни акта, които премахват демокрацията в Германия и налагат тоталитарна диктатура – начело с Хитлер. На 5 март се състоят още едни избори за Райхстаг, последните, който се провеждат преди поражението на нацистите в края на Втората световна война. Докато НСДАП увеличава броя на местата и процента от гласовете, не се очакват сътресения в партийното ръководство. Гьобелс най-накрая получава назначение в кабинета на Хитлер, където официално става началник на новосъздаденото Министерство на общественото просвещение и пропагандата на 14 март.
Ролята на новото министерство е да централизира нацисткия контрол върху всички аспекти на германския културен и интелектуален живот. Гьобелс се надява да увеличи подкрепата за партията от 37%, постигнати на последните свободни избори, проведени в Германия на 25 март 1933 г. до 100% подкрепа. Неопределена цел е да представи на други народи впечатлението, че НСДАП има пълната и ентусиазирана подкрепа на цялото население. Една от първите продукции на Гьобелс е Деня на Потсдам – тържествено предаване на властта от Хинденбург на Хитлер, което се провежда в Потсдам на 21 март. Той композира текста на декрета на Хитлер, оторизиращ нацисткия бойкот на еврейския бизнес, проведен на 1 април. По-късно през този месец, Гьобелс пътува обратно до Рейд, където получава триумфално посрещане.
Гьобелс превръща празника от 1 май в празник на правата на работниците (отбелязван като такъв, особено от комунистите), в един ден, който празнува НСДАП. На мястото на обичайните трудови тържества, той организира огромно партийно събитие, проведено в Темпелхоф в Берлин. На следващия ден всички синдикални офиси в страната са насилствено разформировани от СА и СС, а нацисткият германски трудов фронт е създаден на тяхно място. „Ние сме майсторите на Германия“, коментира в дневника си от 3 май. По-малко от две седмици по-късно той изнася реч при горене на книги в Берлин на 10 май, церемония, която той предлага.
Междувременно, НСДАП започва да приема закони, с които да маргинализира евреите и да ги отстрани от германското общество. Законът за възстановяването на професионалната държавна служба, приет на 7 април 1933 г., принуждава всички неарийци да се оттеглят от легална професия и от държавната служба. Подобно законодателство скоро отнема евреите от други професии от правото си да практикуват. Първите нацистки концентрационни лагери (първоначално създадени да помещават политически опоненти) са създадени, скоро след като Хитлер е избран за канцлер. В процес, наречен глайхшалтунг, НСДАП продължава бързо да взима всички аспекти на живота под контрола на партията. Всички цивилни организации, включително селскостопански групи, доброволчески организации и спортни клубове, заменят лидерството си с нацистки симпатизанти или членове на партията. До юни 1933 г. на практика единствените организации, които не са под контрола на НСДАП, са армията и църквите. В ход за манипулиране на средната класа на Германия и за формиране на общественото мнение, режимът приема на 4 октомври 1933 г. Schriftleitergesetz, който става крайъгълен камък на контрола на нацистката партия върху народната преса. Образуван до известна степен в системата в Италия на Бенито Мусолини, законът определя като Schriftleiter всеки, който пише, редактира или подбира текстове и / или илюстрира материал за серийно публикуване. Тези, избрани за тази длъжност, са избрани въз основа на опитни, образователни и расови критерии. Законът изисква от журналистите „да регулират своята работа в съответствие с националсоциализма като философия на живота и като концепция за правителство“.
В края на юни 1934 г. висши служители на СА и опонентите на режима, включително Грегор Щрасер, са арестувани и убити в чистка, наречена Нощта на дългите ножове. Гьобелс присъства на ареста на лидера на СА Ернст Рьом в Мюнхен. На 2 август 1934 г. президентът Хинденбург умира. В радиопредаване Гьобелс съобщава, че длъжностите на президента и канцлера са комбинирани, а Хитлер е официално наречен Фюрер и Райхсканцлер (лидер и канцлер).

### Работа в министерството
Министерството на пропагандата е организирано в седем отдела: администрация и правна служба; масови митинги, обществено здраве, младеж и раса; радио; национална и чуждестранна преса; филми и филмова цензура; изкуство, музика и театър; и защита срещу контрапропаганда, както чуждестранна, така и вътрешна. Управлението на Гьобелс е бурно и непредсказуемо. Той изведнъж променя посоката и подкрепата си между старши сътрудници; той е труден шеф и обича да назначава публично своя персонал. Но Гьобелс е успешен в работата си, като пише през 1938 г., че „той не обича никого, не е обичан от никой и управлява най-ефективния нацистки отдел“. Джон Гюнтер пише през 1940 г., че Гьобелс „е най-умният от всички нацисти“, но би могъл да не наследи Хитлер, защото „всеки го мрази“.
Филмовата камара на Райха, към която всички членове на филмовата индустрия трябва да се присъединят, е създадена през юни 1933 г. Гьобелс насърчава разработването на филми с нацистки наклон и такива, които съдържат подсъзнателни или явни пропагандни послания. Под патронажа на Reichskulturkammer, създадена през септември, Гьобелс добавя допълнителни подразделения за областта на излъчването, изобразителното изкуство, литературата, музиката, пресата и театъра. Както във филмовата индустрия, всеки, който желае да премине кариера в тези области, трябва да е член на съответната камара. По този начин всеки, чиито възгледи противоречат на режима, може да бъде изключен от работата в избраната от тях област и по този начин да се заглуши. В допълнение, журналистите (сега считани за служители на държавата) са задължени да докажат, че имат арийски произход до 1800 г., а ако са женени, същото изискване се отнася и за партньора. На членовете на камарата не е разрешено да напускат страната за работа, без предварително разрешение от камарата им. Създадена е комисия за цензуриране на книги, а произведенията не могат да бъдат преиздадени, освен ако не са включени в списъка на одобрените произведения. Подобни регламенти се прилагат и за други изобразителни изкуства и развлечения; дори кабаретните представления са цензурирани. Много художници и интелектуалци напускат Нацистка Германия преди войната, вместо да работят под тези ограничения.
Гьобелс е особено заинтересован от контрола на радиото, което впоследствие е доста нова масова среда. Понякога под протеста на отделни региони (по-специално Прусия, оглавявана от Гьоринг), Гьобелс придобива контрол над радиостанциите в цялата страна и ги поставя през юли 1934 г. под германското национално радиоразпръскване (Reichs-Rundfunk-Gesellschaft). Производителите са призовани от Гьобелс да произвеждат евтини домашни приемници, наречени Volksempfänger, а от 1938 г. почти десет милиона комплекта са продадени. Високоговорителите са поставени на обществени места, фабрики и училища, така че важни партийни предавания да бъдат чути на живо от почти всички германци. На 2 септември 1939 г. (ден след началото на войната) Гьобелс и Министерският съвет обявяват, че е незаконно да се слушат чуждестранни радиостанции. Разпространяването на новини от чуждестранни предавания може да доведе до смъртно наказание. Алберт Шпеер, архитект на Хитлер и по-късно министър на въоръженията и военното производство, по-късно казва, че режимът „използва пълноценно всички технически средства за доминиране на собствената си страна.“ Чрез технически устройства като радиото и високоговорителите, 80 милиона души са лишени от независима мисъл.
Основен фокус на нацистката пропаганда е самият Хитлер, който е прославен като героичен и непогрешим лидер и е центъра на култа към личността. Властта на Хитлер е в центъра на Нюрнбергския митинг през 1934 г., където неговите ходове са внимателно хореографирани. Митингът е предмет на филма „Триумф на волята“, един от няколкото нацистки пропагандни филма, режисирани от Лени Рифенщал. Той печели златен медал на филмовия фестивал във Венеция през 1935 г. На конгрес на нацистката партия в Нюрнберг през 1935 г. Гьобелс заявява, че „болшевизмът е обявяването на война от еврейските световни подчовеци против самата култура“.
Гьобелс участва в планирането на летните олимпийски игри през 1936 г., проведени в Берлин. По това време той се запознава и започва да води афера с актрисата Лида Баарова, с която продължава да се вижда до 1938 г. Основен проект през 1937 г. е Изложбата за изкуство за изродени изкуства, организирана от Гьобелс, която се провежда в Мюнхен от юли до ноември. Изложбата се оказва изключително популярна, привличайки над два милиона посетители. През следващата година се провежда дегенеративна музикална изложба. Междувременно Гьобелс е разочарован от липсата на качество в националсоциалистическите произведения на изкуството, филмите и литературата.

### Църковна борба
През 1933 г. Хитлер подписва Имперски конкордат – договор с Ватикана, който изисква режимът да почита независимостта на католическите институции и забранява на свещениците да участват в политиката. Режимът обаче продължава да се насочва към християнските църкви и да се опитва да отслаби тяхното влияние. През 1935 и 1936 г. стотици духовници и монахини са арестувани, често с оскърбителни обвинения в контрабанда на валута или сексуални престъпления. Гьобелс широко популяризира процесите в своите пропагандни кампании, като показва случаите в най-лошата възможна светлина. Ограничения са поставени на обществени срещи, а католическите публикации са изправени пред цензура. Католически училища са задължени да намалят религиозните си знания и разпятията са отстранени от държавните сгради. Хитлер често се колебае дали Kirchenkampf (църковната борба) трябва да бъде приоритет, но неговите често възпалителни коментари по въпроса са достатъчни да убедят Гьобелс да засили работата си по този въпрос. През февруари 1937 г. той заявява, че иска да премахне протестантската църква.
В отговор на преследването, папа Пий XI има Mit brennender Sorge, която е контрабандирана в Германия за Страстната неделя 1937 и четена от всеки амвон. Той отхвърля системната враждебност на режима към църквата. В отговор, Гьобелс възобновява репресиите и пропагандата на режима срещу католиците. Речта му от 28 май в Берлин пред 20 000 партийни членове, която също е излъчена по радиото, атакува католическата църква като морално корумпирана. В резултат на пропагандната кампания, записването в деноминационните училища спада рязко и до 1939 г. всички такива училища са разпуснати или превърнати в обществени съоръжения. Тормозът и заплахите за лишаване от свобода довеждат духовенството да бъде много по-предпазливо в своята критика към режима. Отчасти извън загрижеността за външната политика, Хитлер заповядва да се преодолее църковната борба до края на юли 1937 г.

## Втора световна война
Още през февруари 1933 г. Хитлер обявява, че трябва да се започне превъоръжаване, макар първоначално тайно, тъй като това е в нарушение на Версайския договор. Година по-късно той съобщава на военните лидери, че 1942 г. е насрочена за впускане във война с изтока. Гьобелс е един от най-ентусиазираните поддръжници на Хитлер за агресивното следване на експанзионистичната политика на Германия по-рано, отколкото по-късно. По време на ремилитаризацията на Рейнската област през 1936 г. Гьобелс обобщава настроението си в дневника: „Сега е времето за действие. Съдбата обича смелите! Този, който не се осмелява, не печели нищо.“. До Мюнхенското споразумение през 1938 г. Гьобелс отново поема инициатива за пропаганда, за да привлече симпатии за судетските германци, докато говори срещу чешкото правителство. Все пак, Гьобелс е наясно с нарастващата „военна паника“ в Германия и към юли вече нарежда на пресата да провеждат пропагандата с по-нисък интензитет. След като западните сили отстъпват пред исканията на Хитлер в Чехословакия през 1938 г., Гьобел насочва пропагандната си машина срещу Полша. Той оркестрира кампания срещу Полша, измисляйки истории за зверства срещу етнически германци в Данциг и други градове. Дори и така обаче той не успява да убеди повече германци да приветстват изгледа на войната. Самият той тайно има съмнения относно поемането на риска за продължителна война срещу Великобритания и Франция чрез нахлуване в Полша.
След нападението над Полша през 1939 г. Гьобелс използва министерството на пропагандата, за да контролира достъпа до информация у дома. За негово разочарование, съперникът му и министър на външните работи Йоахим фон Рибентроп, постоянно поставя под въпрос юрисдикцията на Гьобелс над разпространението на международна пропаганда. Хитлер отказва да играе решаващата страна в спора, така че двамата остават съперници до края на нацистката ера. Гьобелс не участва в процеса за взимане на военни решения и бива уведомяван относно дипломатически преговори едва постфактум.
Министерството на пропагандата поема властта над предавателните центрове на покорените държави веднага след капитулацията им и започва да разпространява предварително подготвен материал, използвайки наличните говорители, така че да се спечели доверието на гражданите. Повечето аспекти на медиите, както у дома, така и у покорените страни, се контролират от Гьобелс и департамента му. Всичко се контролира стриктно – от позволена информация до разпространение до позволена музика за пускане. Партийните митинги, речи и демонстрации продължава. Речите се излъчват по радиото. а кратки пропагандни филмчета се излъчват, използвайки 1500 мобилни камионетки за прожекции. Хитлер прави все по-малко публични изяви в хода на войната, така че Гьобелс все повече става гласът на нацисткия режим за германците. От май 1940 г. той пише редовни уводни статии, които се публикуват във вестника му Das Reich, които след това биват четени и по радиото. Открива, че филмите са неговата най-ефективна пропагандна среда след радиото. По негово настояване половината от филмите, направени по време на войната в Германия, са пропагандни филми.
Гьобелс се занимава с морала и усилията на хората на отечествения фронт. Той вярва, че колко повече хората у дома са въвлечени в усилията за войната, толкова по-добър ще им е морала. Например, той започва програма за събирането на зимни дрехи и екипировка за ски за войските на Източния фронт. През същото време той въвежда промени, за да има повече забавляващ материал по радиото и телевизията за публиката, като в края на 1942 г. издава декрет, според който 20% от филмите трябва да са пропагандни, а 80% да са забавни. Като гауляйтер на Берлин, Гьобелс трябва да се справя с нарастващи сериозни недостизи на храна и дрехи, както и да въведе дажби за бира и тютюн, които са важни за морала. Хитлер предлага бирата да се разрежда и да се намали качеството на цигарите, така че да могат да се произвеждат повече, но Гьобелс отказва, казвайки, че цигарите вече са с толкова ниско качество, че не е възможно да се влошат повече.  Чрез пропагандните си кампании той работи усилено за да поддържа адекватно ниво на морал сред обществото относно военната ситуация, нито твърде оптимистично, нито твърде мрачно. Поредицата от военни неуспехи, които германците търпят през този период (бомбардировките над Кьолн през май 1942 г., съюзническата победа във втората битка при Ел Аламейн през ноември 1942 г. и особено катастрофалната загуба при Сталинград през февруари 1943 г.) са трудни материи за представяне пред германското общество, което все повече се изтощава от войната и скептично за победата. На 15 януари 1943 г. Хитлер назначава Гьобелс за глава на новосъздадения Комитет за щетите от въздушни удари, което означава, че Гьобелс е привидно отговорен за всенародната гражданска противовъздушна отбрана и убежищата, както и за оценяването и поправянето на повредените сгради. Всъщност, защитата на районите извън Берлин остава в ръцете на местните гауляйтери и основните му задачи са ограничени до това да предоставя незабавна помощ на засегнатите граждани и да използва пропаганда, за да им подобри морала.
Към началото на 1943 г. войната е създала работна криза за режима. Хитлер създава тричленен комитет с представители на държавата, армията и партията в опит да се централизира властта над военната икономика. Членове на комитета са съответно Ханс Ламерс, Вилхелм Кайтел и Мартин Борман. Комитетът има намерението независимо да предложи мерки, без да взима под внимание волята на различни министри, като Хитлер си запазва окончателните решения за себе си. Комитетът се свиква 11 пъти между януари и август 1943 г. Все пак, той среща съпротива от министрите на Хитлер, които оглавяват дълбоки сфери на влияние и са изключени от комитета. Виждайки това като заплаха за властта им, Гьобелс, Гьоринг и Шпеер се сработват за да го свалят. Тричленният комитет е разпуснат през септември 1943 г.
Частично в отговор на това, че е изключен от комитета, Гьобелс натиска Хитлер да въведе мерки, които биха предизвикали тотална война, включително затварянето на предприятия, които не са от значение за войната, набирането на жени в трудовата сила и записването на освободени от професии мъже във Вермахта. Някои от тези мерки са въведени с акт на 13 януари, но за тревога на Гьобелс, Гьоринг изисква любимите му ресторанти в Берлин да останат отворени, а Ламерс успешно убеждава Хитлер да се пропуска набирането на жени с деца. След като получава ентусиазиран отговор на речта си на 30 януари 1943 г. по темата, Гьобелс вярва, че има подкрепата на германския народ при призива си за тотална война. В следващата си реч, тази в Шпортпаласт, на 18 февруари 1943 г. той изисква от публиката си да се отдаде на тоталната война, която той представя като единствения начин да се спре настъплението на болшевиките и да се спасят германците от унищожение. Речта има и силен антисемитски елемент и намеква за изтребването на евреите, което вече тече. Речта е представена на живо по радиото и също е записана на филмова лента. По време на предаването на живо Гьобелс без да иска започва да говори за изтребването на евреите, но тази част е изрязана от публикувания текст на речта.
Усилията на Гьобелс имат малко влияние, тъй като макар Хитлер принципно да подкрепя тоталната война, той не е готов да въведе промените покрай възраженията на министрите си. Откритият по това време масов гроб на полски офицери, убити от Червената армия през 1940 г. (Катинско клане), се използва от Гьобелс и пропагандата му в опит се предизвика разкол между Съветския съюз и западните му съюзници.

## Пълномощник на тоталната война
След съюзническото настъпление в Сицилия (юли 1943 г.) и съветската стратегическа победа при Курск (юли-август 1943 г.) Гьобелс започва да осъзнава, че войната вече не може да бъде спечелена. След падането на режима на Мусолини през септември той повдига пред Хитлер темата за отделен мир или със СССР, или с Великобритания. Хитлер отхвърля предложението.
Докато пропагандата на Гьобелс през този период сочи, че се готви голям ответен удар, бомбите Фау-1, пускани върху британски мишени след юни 1944 г., имат малък ефект, като само около 20% от тях достигат мишените си. За да се поддържа морала, Гьобелс продължава да публикува пропаганда, че по-нататъшни подобрения по тези оръжия ще имат решително влияние върху резултата от войната.
През юли 1944 г. Гьобелс и Шпеер продължават да натискат Хитлер да доведе икономиката до положение на тотална война. Заговорът от 20 юли, в който Хитлер почти бива убит от бомба в щаб-квартирата си в Източна Прусия, помага на тези, които натискат за промяна: Борман, Гьобелс, Химлер и Шпеер. Въпреки възраженията на Гьоринг, Гьобелс е назначен на 23 юли за Пълномощник на тоталната война, отговорен за увеличаването на човешкия ресурс за Вермахта и оръжейната промишленост на цената на сектори от икономиката, които не са важни за войната. Чрез тези усилия той успява да освободи допълнителни половин милион мъже, годни за военна служба. Обаче, тъй като много тези новобранци идват от оръжейната промишленост, това го поставя в пряк конфликт с министъра по въоръжаването Шпеер. Необучените работници от другите райони не са веднага поети от оръжейната промишленост и подобно новобранците във Вермахта чакат в казармите за реда си да бъдат обучени.
По заповед на Хитлер, Фолксщурм (народно опълчение от хора, които преди са били смятани за негодни за военна служба) е образуван на 18 октомври 1944 г. Гьобелс пише в дневника си, че 100 000 новобранци са дали клетва само от неговия политически район. Обаче мъжете, повечето от които на възраст между 45 и 60 години, получават само основно обучение и много от тях нямат адекватно въоръжение. Идеята на Гьобелс, че тези хора могат ефективно да служат на фронта срещу съветските танкове и артилерия се оказва нереалистична. Програмата съвсем не се радва на популярност.

## Антисемитизъм и Холокост
Както много немци по това време, Гьобелс е изпълнен с антисемитизъм от малък. След като се присъединява към Нацистката партия и се среща с Хитлер, антисемитизмът му нараства и става по-радикален. Той започва да гледа на евреите като на унищожителна сила с отрицателно въздействие върху немското общество. След като нацистите завземат властта, той многократно кара Хитлер да предприеме мерки срещу евреите. Въпреки изключителната си омраза към евреите, Гьобелс говори за ненужността от расова теория за нацистката идеология. Той намира теориите на Алфред Розенберг за нелепи.
Целта на Нацистката партия е да премахне евреите от немския културен и икономически живот, като накрая ги премахне и от самата държава. Освен пропагандните си усилия, Гьобелс активно насърчава гоненията на евреите чрез различни действия. Мерките за дискриминация, които учреждава в Берлин в първите години на режима, включват забрана за използване на обществения транспорт и изискване еврейски магазини да бъдат обозначавани като такива.
През ноември 1938 г. немският дипломат Ернст фон Рат е убит в Париж от млад евреин. В отговор на това, Гьобелс организира разпалващ антисемитски материал да бъде издаден от пресата, а резултатът е началото на погром. Евреи бива нападани, а синагоги биват рушени из цяла Германия. Ситуацията за евреите се влошава още повече от реч на Гьобелс, която изнася на митинг на партията през нощта на 8 ноември, на която той индиректно призовава партийните членове да подбуждат допълнително насилие срещу евреите. Около 100 евреи са убити, няколко стотици синагоги са повредени или унищожени, а хиляди еврейски магазини са вандализирани в т.нар. Кристална нощ. Около 30 000 евреи са изпратени в концентрационни лагери. Разрушенията стихват след конференция от 12 ноември, на която Гьоринг посочва, че унищожението на еврейска собственост е всъщност унищожението на немска собственост, тъй като тя така или иначе накрая ще бъде конфискувана.
Гьобелс продължава интензивната си антисемитска пропагандна кампания, която кулминира в речта на Хитлер в Райхстага от 30 януари 1939 г., написана от Гьобелс:
| „ | Ако международното финансово еврейство във и извън Европа успее да въвлече нациите още веднъж във война, тогава резултатът няма да е болшевизация на Земята и победа на еврейството, а унищожението на еврейската раса в Европа! | “ |

Макар Гьобелс да натиска за изгонването на евреите от Берлин от 1935 г., към 1940 г. в града все още живеят 62 000 евреи. Отчасти забавянето на депортацията се дължи на факта, че те са нужни на оръжейната промишленост. Депортацията на немските евреи започва през 1941 г., като първият конвой от Берлин тръгва на 18 октомври. Някои евреи биват застрелвани веднага, след като пристигат в Рига или Мемел. В подготовка за депортациите, Гьобелс нарежда всички немски евреи задължително да носят идентифицираща ги жълта звезда на 5 септември 1941 г. Малко след Ванзейската конференция, на 27 март 1942 г. Гьобелс пише в дневника си: „По принцип, може да се каже, че 60% от тях ще трябва да бъдат ликвидирани, докато само 40% биха могли да останат да работят. ... Върху евреите се изпълнява присъда, която е варварска, но напълно заслужена.“
Гьобелс често дискутира съдбата на евреите с Хитлер – тема, която дискутират често, когато се срещат. През цялото време му е известно, че евреите се избиват и напълно подкрепя това решение. Той е един от малкото високопоставени нацистки държавници, които признават това публично.

## Семеен живот
Гьобелс е много привързан към Магда Гьобелс и децата си. Той харесва да отсяда в апартамента си в Берлин, където може да си отпочива. Магда е в близки отношения с Хитлер и е част от малката му група приятелки. Тя става неофициален представител на режима, получавайки писма от цяла Германия от жени с въпроси относно домашни проблеми.
През 1936 г. Гьобелс се среща с чешката актриса Лида Баарова и към зимата на 1937 г. вече са страстни любовници. Магда провежда дълъг разговор относно това с Хитлер на 15 август 1938 г. Нежелаещ да търпи скандал с един от най-близките си министри, Хитлер изисква от Гьобелс да прекрати аферата си. След това Йозеф и Магда като че ли постигат примирие до края на септември. След това двойката се скарва отново, а Хитлер пак е замесен, настоявайки да останат заедно. Хитлер организира да бъде сниман с помирената двойка през октомври. Магда също има любовници, сред които Карл Ханке през 1938 г.
Семейство Гьобелс включва Харалд Квант (първият син на Магда от първия ѝ брак, р. 1921), Хелга (1932), Хилде (1934), Хелмут (1935), Холде (1937), Хеда (1938) и Хейде (1940). Харалд се оказва единственият член на семейството, оцелял след войната.

## Последни години и смърт
През последните месеци на войната речите и статиите на Гьобелс придобиват все по-апокалиптичен тон. Към началото на 1945 г., когато руснаците са достигнали река Одра, а западните съюзници подготвят да преминат река Рейн, той не може повече да прикрива факта, че поражението е неизбежно. Берлин има малко укрепления и артилерия, тъй като почти всичко е било изпратено на фронта. Гьобелс отбелязва в дневника си на 21 януари, че милиони германци бягат на запад. Той колебливо дискутира с Хитлер въпроса с опитите за преговори със западните съюзници, но Хитлер отново отказва. Гьобелс е в конфликт със себе си при повдигането на тази тема пред Хитлер, тъй като не иска да изгуби доверието му.
Когато другите нацистки лидери предлагат на Хитлер на напусне Берлин и да основе нов център на съпротива в Бавария, Гьобелс се противопоставя на идеята и подкрепя героична последна битка в Берлин. Неговото семейство се мести в къщата им в Берлин, където да посрещнат края. Той и Магда вероятно дискутират темата със самоубийството и съдбата на децата по време на дълга среща през нощта на 27 януари. Той знае как външният свят би реагирал на престъпните деяния на режима и не желае да бъде обект на съдебен процес. Изгаря личните си документи през нощта на 18 април.
Гьобелс знае как да разпалва фантазията на Хитлер, като го окуражава да види ръката на провидението в смъртта на американския президент Франклин Рузвелт на 12 април. По това време Гьобелс вече е спечелил позицията, за която копнее от дълго време – до Хитлер. Гьоринг е напълно дискредитиран, макар длъжностите му да не са му отнети до 23 април. Химлер, който е назначен за командир на група армии „Висла“, претърпява катастрофално поражение при Одра и също е опозорен пред Хитлер. По-голямата част от обкръжението на Хитлер, включително Гьоринг, Химлер, Рибентроп и Шпеер, са се подготвили да напуснат Берлин веднага след рождения ден на фюрера на 20 април. Дори Борман не е ентусиазиран да посрещне смъртта си до Хитлер. На 22 април Хитлер обявява, че ще остане в Берлин до края и после ще се застреля. Гьобелс се нанася със семейството си в част от Фюрербункера на същия ден. Той казва на вицеадмирал Ханс-Ерих Фос, че няма да се зарадва на идеята който и да е от двамата да се предаде или избяга.
След полунощ на 29 април, докато руснаците напредват все по-близо до бункеровия комплекс, Хитлер се жени за Ева Браун в малка гражданска церемония във Фюрербункера. На сутринта Хитлер отвежда личната си секретарка Траудъл Юнге в друга стая, където диктува последната си воля и завещание. Гьобелс и Борман са двама от свидетелите.
В завещанието си Хитлер не споменава за наследник на Нацистката партия. Вместо това той назначава Гьобелс като райхсканцлер и Карл Дьониц като райхспрезидент. Гьобелс пише послепис към завещанието, че няма да се подчини на заповедта на Хитлер да напусне Берлин, заради човечеството и личната му лоялност. Освен това жена му и децата му също ще останат. Те ще сложат край на живота си редом до фюрера.
Следобеда на 30 април Хитлер се застрелва. След самоубийството на фюрера, Гьобелс се депресира и по-късно заявява: „Много е жалко, че такъв човек вече не е сред нас. Но няма какво да се направи. За нас всичко е вече свършено и единственият останал път за нас е този, който Хитлер избра. Аз ще последвам примера му.“
На 1 май Гьобелс свършва единственото си официално действие като канцлер. Той нарежда да се изпрати писмо до генерал Василий Чуйков и нарежда на генерал Ханс Кребс да го занесе под бяло знаме. Чуйков е командир на 8-а гвардейска армия в централната част на Берлин. Гьобелс го информира за смъртта на Хитлер и поисква примирие. След като това предложение бива отхвърлено, Гьобелс решава, че по-нататъшните усилия за безполезни.
По-късно на 1 май вицеадмирал Фос вижда Гьобелс за последен път. Той кани Гьобелс да се присъедини към него, на което той отговаря: „Капитанът не бива да напуска потъващия кораб. Премислил съм го и реших да остана тук. Нямам къде да отида, тъй като с малките деца няма да се справя, особено с крак като моя.“
Вечерта на 1 май Гьобелс нарежда на зъболекаря от СС Хелмут Кунц да инжектира шестте му деца с морфин, така че да са в безсъзнание, когато ампулите с цианид се строшат в устите им. Според последното показание на Кунц, той дава инжекциите с морфин на децата, но Магда Гьобелс и СС-Оберщурмбанфюрер Лудвиг Щумпфегер, личният лекар на Хитлер, дават цианида.
Към 20:30 часа Гьобелс и Магда напускат бункера и отиват в градината на канцлерството, където се самоубиват. Съществуват няколко различни сведения относно това събитие. В единия случай Гьобелс застрелва Магда и след това себе си. В друг случай те първо приемат ампули с цианид и са застреляни след това. Войник от СС следва предварителната заповед на Гьобелс да произведе няколко изстрела в безжизненото му тяло.
След това телата са напоени с бензин, но биват само частично изгорени и не са погребвани. Няколко дни след това Фос е отведен обратно в бункера, за да идентифицира частично обгорелите тела на Йозеф и Магда Гьобелс и децата им. Впоследствие телата на семейство Гьобелс, както и на други високопоставени нацисти, са многократно погребвани и изравяни. Последното място на погребване е в помещение на СМЕРШ в Магдебург на 21 февруари 1946 г. През 1970 г. агентът на КГБ Юри Андропов упълномощява операция за унищожаването на останките. Останките са изгорени, разбити и разпръснати в река Бидериц, приток на Елба на 4 април 1970 г.

## Творби

### Публикувани (избрано)
- Wilhelm von Schütz als Dramatiker. Ein Beitrag zur Geschichte der Romantischen Schule (Дисертация, 1921)
- Das kleine A.B.C. des Nationalsozialisten (1925)
- Die zweite Revolution (1926)
- Der Wanderer (Драма, 1927)
- Wege ins dritte Reich (1927)
- Der Angriff (от 1927 издаван от Й.Г. NSDAP-Вестник)
- Michael. Ein deutsches Schicksal in Tagebuchblättern (Роман, 1929)
- Vom Kaiserhof zur Reichskanzlei (1934)
- Kampf um Berlin (1934)
- Signale der neuen Zeit (1934)
- Der Angriff. Aufsätze aus der Kampfzeit (1935)
- Die Zeit ohne Beispiel (1942)
- Das eherne Herz (1943)
- Der steile Aufstieg (1944)

### Непубликувани (избрано)
- Der Lenz und ich und Du (стихотворения, o. J.)
- Der Mutter Gebet. Ein Idyll aus dem Kriege (o. J.)
- Bin ein fahrender Schüler, ein wüster Gesell (Новела, 1917)
- Judas Iscariot (Драма, 1918)
- Heinrich Kämpfert (Драма, 1919)
- Die Saat (Драма, 1920)